# Pripjat (stad)
Pripjat of Prypjat (Oekraïens: Прип'ять) is een spookstad in de Oekraïense oblast Kiev, vlak bij de grens met Wit-Rusland.
Pripjat werd gesticht op 4 februari 1970 voor de werknemers van de kerncentrale Tsjernobyl. Pripjat kreeg in 1979 de titel stad en was een gesloten stad, niet toegankelijk voor bezoekers van buiten.
Pripjat werd volledig ontruimd als gevolg van de kernramp van Tsjernobyl in 1986. In de stad woonden destijds (vóór 1986) zo'n 55.000 inwoners waarvan velen werkten bij de kerncentrale. De stadsspreuk "gezondheid voor het volk is rijkdom voor het land" ("здоровя народу - багатство країни", zdorovja narodoe - bahat·stvo kraijinij) kreeg een wrange nasmaak. De stad is nagenoeg onaangetast sinds de evacuatie; Pripjat is daardoor een toeristische attractie geworden. Beroemd is onder andere het pretpark waar de botsauto's en het reuzenrad nog altijd staan. De stad ligt in een quarantainegebied vanwege het nog immer aanwezige radioactief materiaal. Het is echter mogelijk de stad met een gids te bezoeken. Tot 2007 was het ook mogelijk om gebouwen te betreden. In verband met instortingsgevaar is dit nu verboden. De meeste gebouwen verkeren in slechte staat omdat ze niet worden onderhouden. Bovendien groeien er bomen en andere vegetatie dwars door de gebouwen heen die de structurele integriteit aantasten. Het is relatief veilig om Pripjat te bezoeken mits men zich strikt aan de regels van de gids houdt. Er mag niets meegenomen worden en men moet te allen tijde op de paden blijven. Dit laatste is vanwege een bijzondere mossoort die in Pripjat groeit en radioactieve stoffen bevat. Op deze mossen gaan staan of er tegen schoppen zorgt ervoor dat er een gevaarlijke hoeveelheid straling vrijkomt.
Voor de inwoners van Pripjat moest, net als voor die van Tsjernobyl, een alternatief onderkomen worden gecreëerd. Dit werd de plaats Slavoetytsj.

## Russische invasie van Oekraïne in 2022
Tijdens de Russische invasie van Oekraïne in 2022 werd de verlaten stad bezet door Russische troepen tijdens de Slag om Tsjernobyl na enkele uren van zware gevechten. Op 31 maart 2022 trokken Russische troepen zich terug uit de fabriek en andere delen van de oblast Kiev. Op 3 april 2022 namen Oekraïense troepen de controle over Pripjat weer over.

## Wetenswaardigheden
- In het computerspel Call of Duty 4: Modern Warfare is een level gewijd aan Pripjat en de directe omgeving: "All Ghillied Up". In het spel is waarheidsgetrouw de stad nagebootst. De speler ziet onder andere het reuzenrad, Hotel Polesië, het Olympische zwembad en de botsauto's terug in het spel.
- Het computerspel S.T.A.L.K.E.R.: Shadow of Chernobyl, de prequel S.T.A.L.K.E.R.: Clear Sky en het vervolg S.T.A.L.K.E.R.: Call Of Pripyat spelen zich volledig af in Pripjat en de directe omgeving van de kernreactor van Tsjernobyl.
- Pripjat kwam voor in de Amerikaans-Britse mini-serie Chernobyl van HBO en Sky Atlantic uit 2019, een reeks die nadien in meerdere landen uitgezonden werd, waaronder in Vlaanderen op Canvas vanaf 15 april 2020.

## Afbeeldingen

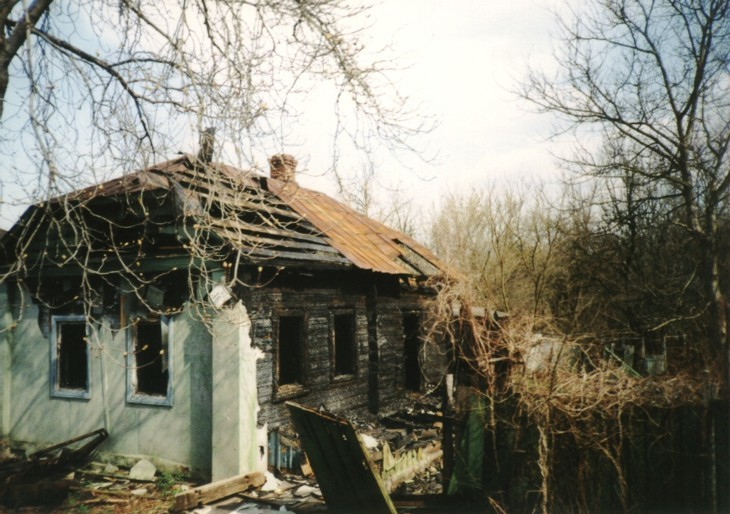
Een verlaten huis vlak bij Pripjat
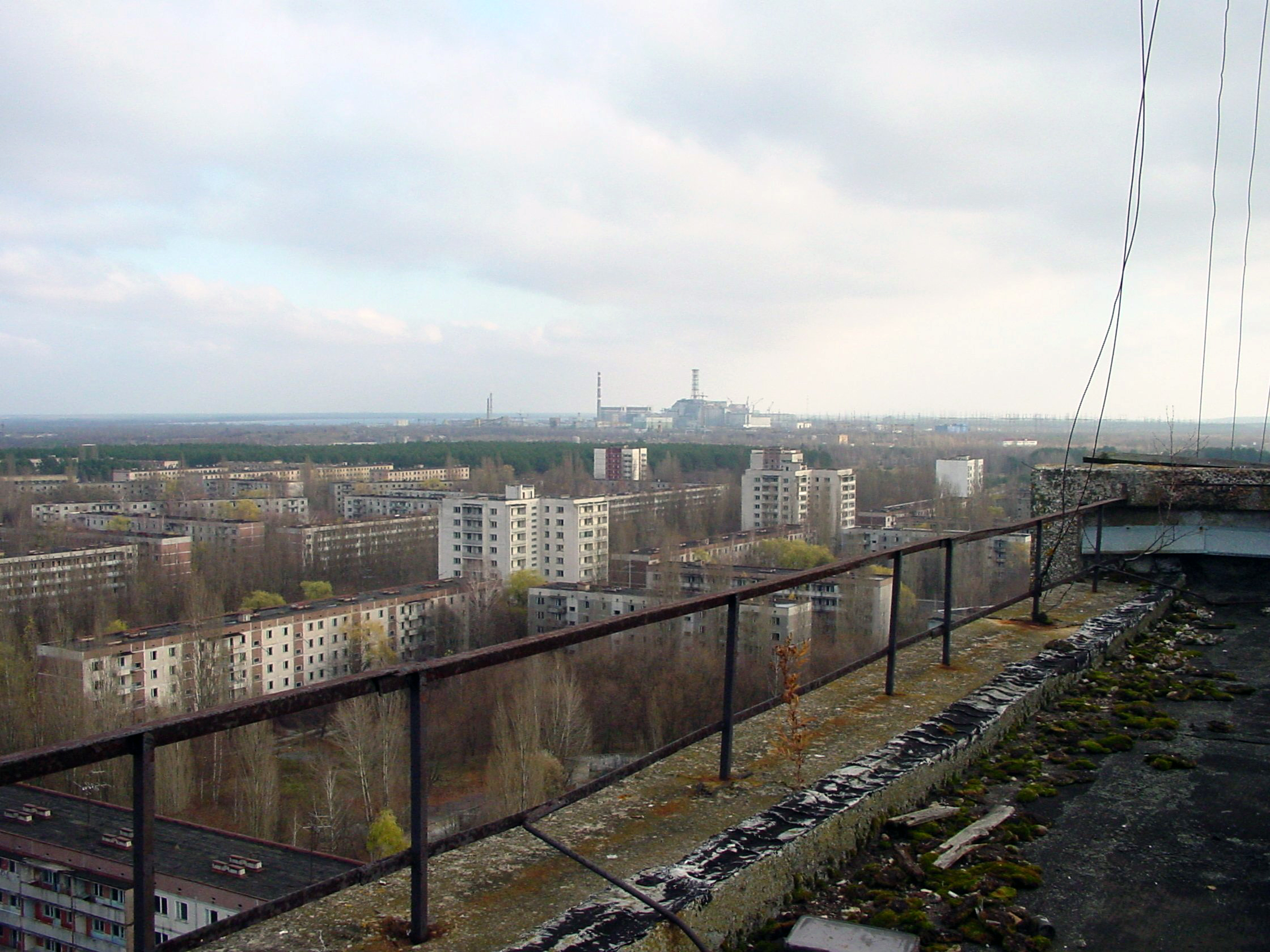
Tsjernobyl vanaf Pripjat
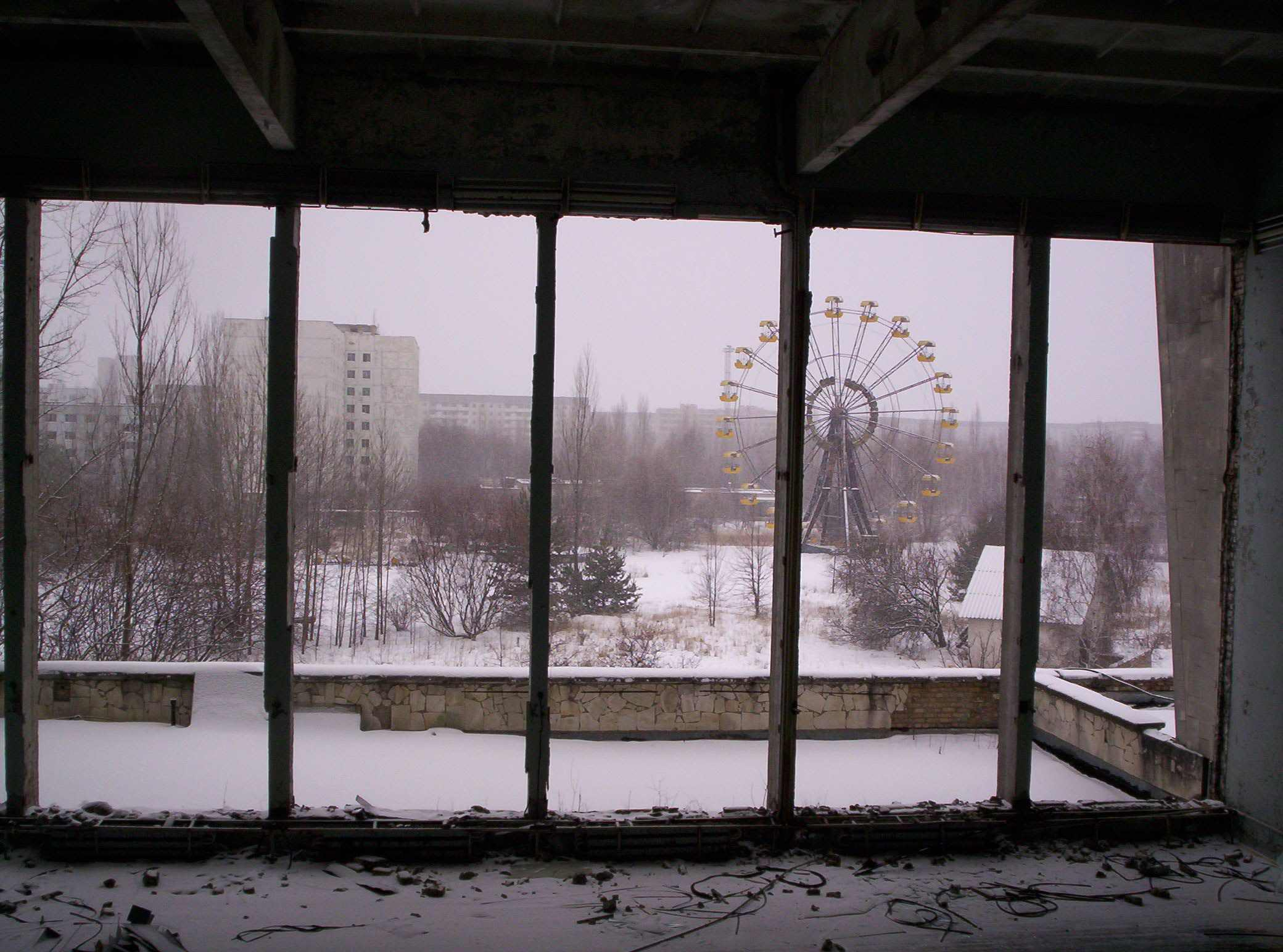
Het reuzenrad van Pripjat gezien vanuit een school
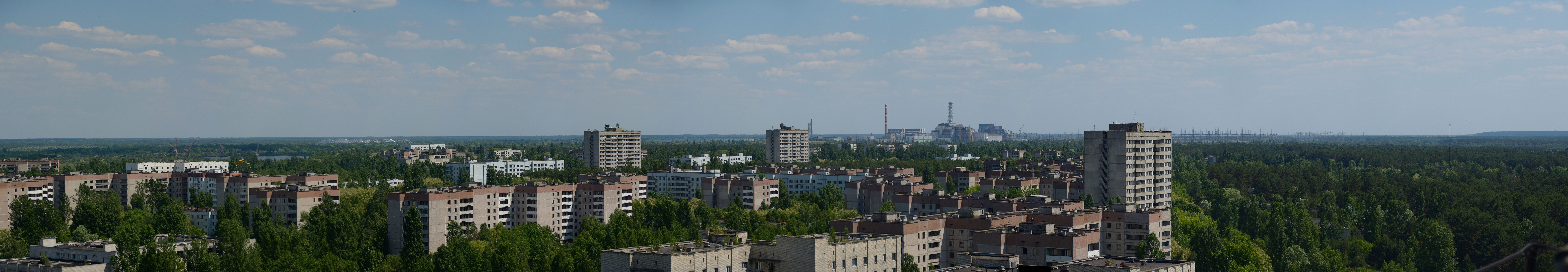
Panoramafoto van Pripjat met de kerncentrale van Tsjernobyl op de achtergrond